# Interchange File Format
Interchange File Format, o IFF, è un formato di file creato da Electronic Arts nel 1985 per gestire in modo simile tipi di file di diverso formato e permettere ai più vari programmi di utilità di adoperare questi file nel loro contesto di lavoro, ad esempio un programma di scrittura con caratteristiche multimediali, avrebbe potuto caricare sia file IFF di immagini IFF/LBM (interleaved bitmap), sia file IFF audio IFF/SND e creare così file IFF di testo (IFF/FTXT) che sarebbero stati documenti con un contenuto multimediale.
Il formato IFF fu creato apposta per permettere ai programmi della Electronic Arts, ed in particolare DeLuxe Paint e DeLuxe Music di funzionare con il computer Amiga di Commodore, e subito venne adottato dalla CBM come standard di riferimento per tutti i tipi di file per quella piattaforma.

## Caratteristiche
I file IFF sono presenti in vari FORM e a seconda del tipo di file sono codificati univocamente, e finché lo standard IFF fu mantenuto dalla Commodore, era a disposizione degli sviluppatori un elenco ufficiale di tutti i Form.
Il file IFF è suddiviso al suo interno in tanti chunk di dati. Anche i chunk sono stati codificati univocamente.
Lo standard IFF influenzò in parte i successivi tipi di file AIFF, GIF, TIFF e PNG. Per tale motivo spesso gli utenti del web utilizzano dei software convertitori appositamente creati per la conversione di immagini tra i vari formati. Il sistema più semplice è quello di utilizzare una qualunque versione del noto Ulead Photo Express assicurandosi però, prima di cercare di aprire un'immagine con estensione .IFF, di sostituire la stessa con l'estensione.JPG (JPeg). Con lo stesso Ulead Photo Express è possibile inoltre salvare qualunque fotografia in vari formati, tutti compatibili per Amiga e Commodore.